# Bolesław Józef Mondszajn
Bolesław Józef Mondszajn (ur. 1852 w Petersburgu, zm. po 1903) – lekarz pochodzenia żydowskiego, polski i rosyjski działacz socjalistyczny.
Był studentem medycyny, który przybył do Warszawy z Petersburga. W 1876 r. był jednym z organizatorów pierwszego kółka socjalistycznego na Cesarskim Uniwersytecie Warszawskim (stworzył je z Szymonem Diksztajnem, Stanisławem Mendelsonem i braćmi – Kazimierzem i Józefem Pławińskimi). W swoich poglądach powoływał się na teorie głoszone przez Karola Marksa, który chciał zwrócić uwagę młodych socjalistów na proletariat robotniczy, postrzegany jako najwartościowszą część społeczeństwa. Brał udział w tworzeniu „Programu socjalistów polskich”. Został aresztowany podczas jednej z czystek prowadzonych przez żandarmerię carską i osadzony wraz z grupą socjalistów (Filipina Płaskowicka, Wacław Święcicki, Józef Pławiński, Aleksander Drobysz-Drobyszewski, Maria Hildt z domu Gay, Jan Hłasko i inni) w X Pawilonie Cytadeli Warszawskiej. Skazany na zesłanie na Syberię.